# Phaeoaphelaria australiensis
Phaeoaphelaria australiensis är en svampart som beskrevs av Corner 1953. Phaeoaphelaria australiensis ingår i släktet Phaeoaphelaria och familjen Aphelariaceae.   Inga underarter finns listade i Catalogue of Life.